# كوبر كارليسلي
كوبر كارليسلي (بالإنجليزية: Cooper Carlisle)‏ هو لاعب كرة قدم أمريكية أمريكي، ولد في 11 أغسطس 1977 في غرينفيل في الولايات المتحدة.

## وصلات خارجية
- كوبر كارليسلي على موقع مرجع كرة القدم المحترفة.كوم (الإنجليزية)